# Wei (branche terrestre)
Pour les articles homonymes, voir Wei.
Wei (未, pinyin : wèi) est la huitième branche terrestre du cycle sexagésimal chinois, précédée par wu et suivie par shen.
Dans l'astrologie chinoise, wei correspond au signe du mouton.  Dans la théorie des cinq éléments, wei est de l'élément terre, et dans la théorie du yin et du yang, du yin. En tant que point cardinal, wei représente par rapport au nord une direction de 210° dans le sens des aiguilles d'une montre (direction 7 h).
Le mois du wei correspond au 6e mois du calendrier lunaire chinois et l’heure du wei, ou « heure du mouton » à la période allant de 13 à 15 h.

## Combinaisons dans le calendrier sexagésimal
Dans le cycle sexagésimal chinois, la branche terrestre wei peut s'associer avec les tiges célestes xin, gui, yi, ding et ji pour former les combinaisons :
- Xinwei
- Guiwei
- Yiwei
- Dingwei
- Jiwei